# کمپارو ذنچیکو یوجینوبو
کمپارو ذنچیکو (به ژاپنی: 金春 禅竹) نویسنده و بازیگرِ ژاپنی و دامادِ سه‌آمی موتوکیو است. چند نمایشنامهٔ منسوب به او به فارسی هم ترجمه و منتشر شده است، من جمله بانو آئویی.